# U-커머스
U-커머스(U-Commerce, u Commerce, uCommerce) 또는 유비쿼터스 상거래, 유비쿼터스 전자거래는 다양한 상품 및 서비스를 의미한다. 때로는 위치, 사용된 장치 또는 시간에 관계없이 소매업체, 고객 및 시스템(예: 애플리케이션) 간에 무선, 지속적인 통신 및 데이터 및 정보 교환을 나타내는 데 사용된다.
때때로 U-커머스는 정보 통신 기술(ICT)을 통한 모든 비즈니스 거래의 일반적인 용어로 간주된다.

## 핵심 개념
리처드 T. 왓슨(Richard T. Watson)에 따르면 U-커머스에는 다음과 같은 네 가지 주요 기능이 포함된다.
- 유비쿼터스(Ubiquitous) = 인간과 컴퓨터의 상호 작용을 대부분의 장치 및 프로세스에 통합할 뿐만 아니라 언제 어디서나 연결할 수 있는 기능을 나타낸다.
- 고유성(Uniqueness) = 각 고객 또는 사용자의 신원, 현재 컨텍스트, 요구 사항 및 위치와 관련하여 개별 서비스를 제공하는 고유한 식별을 나타낸다.
- 범용성(Universal) = 모든 사람의 장치와 관련되어 있으며 다기능 및 범용으로 사용할 수 있다. 장소에 관계없이 항상 연결된다.
- 조화(Unison) = 사용자에게 장치 및 위치와 관계없이 필요한 정보에 대한 일관되고 완전한 액세스를 제공하기 위해 응용 프로그램 및 장치 전반에 걸쳐 데이터 통합을 구성한다. 조화(unison)라는 용어는 언제든지 완전히 동기화된 장치와도 관련이 있다.

## 같이 보기
- 유비쿼터스 컴퓨팅
- 전자 비즈니스
- 전자 상거래
- 모바일 상거래
- 전자 상거래
- 사물통신